# Voormalig notarishuis Werkendam

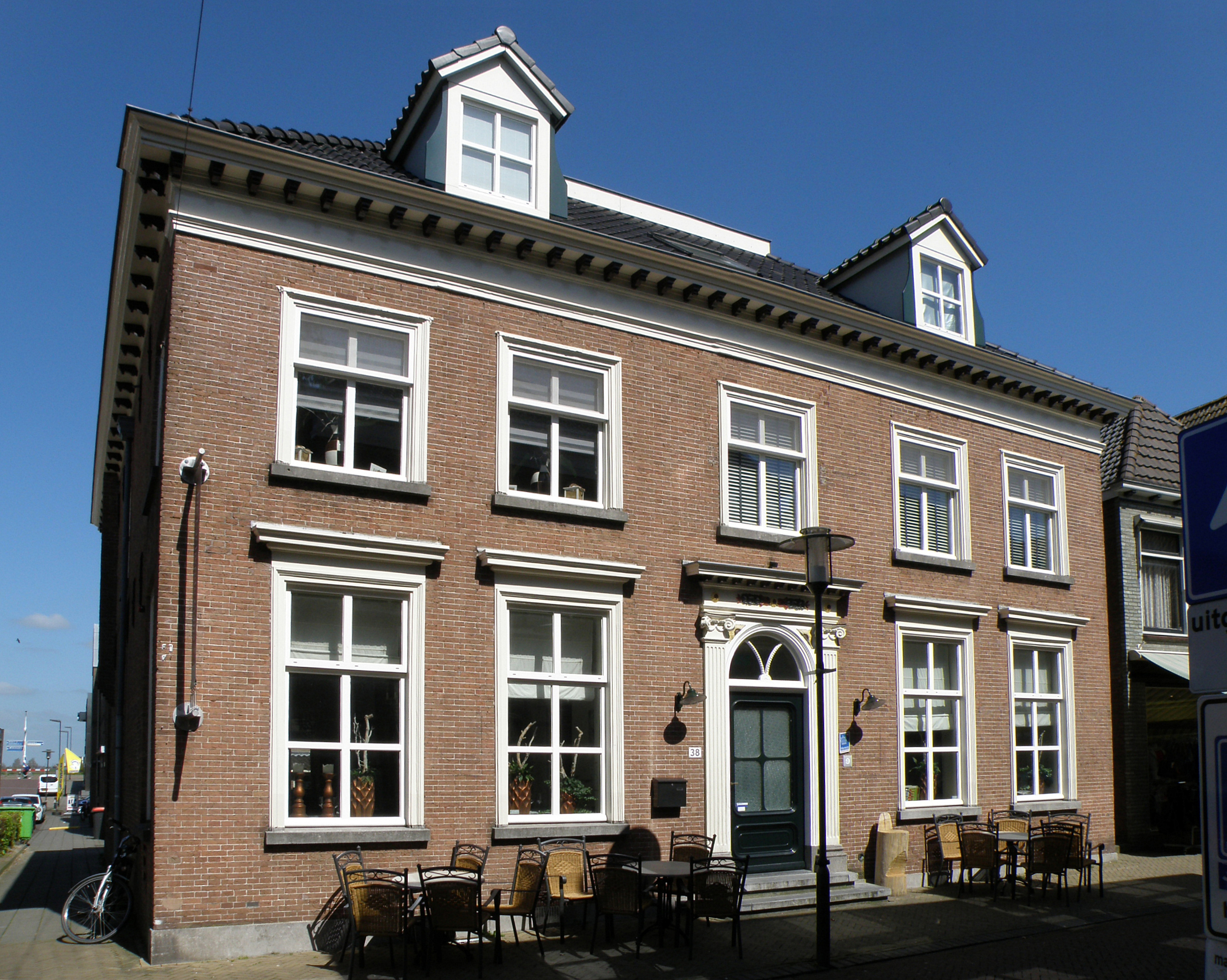
Het Notarishuis in Werkendam.

Het Voormalig notarishuis is een monumentaal pand aan de Hoogstraat 38 te Werkendam.
Het huis werd in 1843 gebouwd door Adrianus Balthus van Tienhoven. Hij bewoonde het pand tot 1845 met zijn vrouw Elisabeth van Baasbank, het jaar waarin zij kwam te overlijden. Tot het jaar 1897 bleef het huis in handen de van familie van Tienhoven. Gedurende de periode 1897 tot 1925 was het in gebruik als notariswoning. Vanaf 1925 tot 1978 deed het pand dienst als gemeentehuis. Vandaag de dag is er in het pand een restaurant gevestigd. In 2009 heeft de toenmalige gemeente Werkendam het pand als trouwlocatie aangewezen en sindsdien kan er, net als in de periode dat het dienstdeed als gemeentehuis, weer in het huwelijk worden getreden.